# EnChroma
Unter dem Markennamen EnChroma werden von einem gleichnamigen US-amerikanischen Unternehmen Brillen mit farbmodifizierenden Linsen vermarktet, die Farbsehschwächen kompensieren sollen. Wissenschaftliche Studien ergaben, dass Brillen dieser Art zwar die Wahrnehmung der Farben verändern, die Träger trotz Farbschwäche bereits sehen konnten, aber keine normale Sicht oder fehlende Farben wiederherstellen können.

## Geschichte
Das Unternehmen EnChroma wurde 2010 von dem Wissenschaftler Donald McPherson und dem Mathematiker Andrew Schmeder gegründet. 2002 hatte McPherson bei der Entwicklung von chirurgischen Linsen die Technologie für eine Brille für Farbenfehlsichtige erfunden und 2012 von dem Unternehmen auf den Markt gebracht. Eine Marketingkampagne im Jahr 2015 zeigte Reaktionen von Erstbenutzern, was zu zahlreichen Nutzer-Uploads von Videos und zwei Marketingpreisen führte.

## Beworbene Funktionsweise
Menschen können Farben dadurch unterscheiden, dass ihre Augen Farbzapfen für (meist) drei verschiedene Wellenlängenbereiche des sichtbaren Lichtspektrums haben, nämlich vor allem für blaues, grünes und rotes Licht. Diese drei Bereiche der Farbempfindlichkeit überlappen sich, aber erst durch das Verhältnis der wahrgenommenen Anteile entsteht ein Farbeindruck. Die individuelle Fähigkeit, Farben zu unterscheiden, variiert und hängt maßgeblich davon ab, wie unterschiedlich diese Empfindlichkeitsbereiche sind. Bei Personen mit Farbsehschwäche überlappen sich diese Bereiche so stark, dass verschiedene Farbtöne, die große Anteile im Überlappungsbereich haben, kaum oder gar nicht mehr unterschieden werden können.
EnChroma-Linsen sind für Personen mit Deuteranomalie oder Protanomalie konzipiert, häufigen Formen der Rot-Grün-Farbenblindheit. Diese Zustände beinhalten Verschiebungen in der spektralen Empfindlichkeit der Zapfenopsine, was zu überlappenden Empfindlichkeiten und reduzierter Farbdifferenzierung führt. Die Linsen sind nicht für dichromatische (Protanopie oder Deuteranopie) oder Tritan-Nutzer gedacht. EnChroma-Linsen verwenden einen optischen Notch-Filter, um selektiv Wellenlängen zu filtern, bei denen sich die Empfindlichkeiten der M- und L-Opsine überlappen. Dieser Filter entfernt also Licht, das beide Opsine anregt.
Das Bild werde dadurch dunkler, aber die Farbunterscheidung in dem geschwächten Bereich würde verbessert. Eine solche Brille müsse daher der individuellen Farbsehschwäche angepasst sein, und sie helfe auch nur den Personen, bei denen die betroffenen Farb-Empfindlichkeitsbereiche noch eine gewisse Unterschiedlichkeit besitzen.

## Studien und Kritik
Die erste Studie, die größere Skepsis gegenüber der EnChroma-Brillen auslöste, wurde 2018 veröffentlicht. In dieser wurde bei keiner der 48 farbenblinden Probanden eine signifikante Verbesserung der Leistung bei Farbsehtests festgestellt, und nur ein Teilnehmer gab an, einen Unterschied in den Farben der Testumgebung zu bemerken. Die Studie zeigte auch, dass sich die Fehler, die beim Farbbenennungstest gemacht wurden, mit aufgesetzten Linsen änderten, was darauf hindeutet, dass es für einige Probanden zwar möglich ist, einige Farben mit aufgesetzten Brillengläsern besser zu unterscheiden, dies aber auf Kosten der Verwirrung anderer geht.
Eine Studie aus dem Jahr 2020 zeigte Verbesserungen bei Teilnehmern mit milder bis moderater Rot-Grün-Farbsehschwäche, jedoch nicht bei Teilnehmern mit schwerer Farbsehschwäche. Ausgenommen der Studien, bei denen sich Autoren zur Mitbeteiligung an EnChroma bekannt haben, fand eine Studie im Jahr 2022, dass die Gläser zu verbesserten Ergebnissen in Farbsehtests führten. In einem Artikel der American Academy of Ophthalmology von 2021 wurde festgestellt, dass Teilnehmer teilweise Rot und Grün durch die Gläser besser unterscheiden könnten, das Resultat aber von Probanden zu Probanden stark variiert und kein Äquivalent für normale Sicht sei.
Eine übergreifende Meta-Analyse aus dem Jahr 2022 kam zu dem Schluss, dass keine Beweise existieren, dass EnChroma-Linsen die subjektive Farbwahrnehmung klinisch signifikant verbessern und infolgedessen eine Empfehlung für Farbenblinde wenig sinnvoll bis kontraproduktiv sei.
Im Dezember 2023 führten Recherchen des Webvideoproduzenten MegaLag bezüglich den wissenschaftlichen Versprechen und unethischen Marketingpraktiken von EnChroma und anderen Brillenherstellern zu größerer medialer Rezeption. Es wurde aufgedeckt, dass Produktbewertungen gefälscht und Influencer angeleitet wurden, wie sie positive Bewertungen über das Produkt abgeben können. Außerdem wurde aufgezeigt, dass in den – auf der EnChroma-Website beworbenen – wissenschaftlichen Studien signifikante Interessenkonflikte existierten, da Autoren gleichzeitig Anteilseigner von EnChroma waren. Des Weiteren ergaben verschiedene andere Studien, dass die wissenschaftliche Grundlage der Marketingversprechen von EnChroma nicht nachvollziehbar ist.